# Бозингва, Жозе
Жозе́ Бози́нгва да Си́лва (порт. José Bosingwa da Silva; 24 августа 1982, Киншаса, Заир) — португальский футболист, защитник.

## Карьера
Жозе начал тренироваться в академии клуба «Форност де Алгодрес». Проведя там один сезон, его приметили скауты клуба «Боавишта». Так и не сыграв в первые сезоны в основе, был отправлен в аренду, после чего прибыл обратно имея игровую практику. В 2003 году перешёл в «Порту» за 2 млн евро. Там он сразу закрепился в основе клуба. За 5 лет в клубе провёл 111 матчей, забив 3 мяча.
В 2008 году перешёл в «Челси», тренером которого был назначен Луис Фелипе Сколари. За его трансфер клуб выплатил 14 млн фунтов. Первую половину сезона Бозингва сыграл отлично, забив 2 мяча. Но во второй половине, команду ждал спад. В сезоне 2009/10 в матче против «Астон Виллы» получил тяжёлую травму и выбыл из строя на год. До травмы считался одним из лучших правых защитников мирового футбола. Вернулся на поле в матче с «Вулверхэмптон Уондерерс» и сразу же показал свой лучший футбол. В сезоне 2010/11, в зимнее трансферное окно, Жозе попросил руководство клуба выставить его на трансфер. На него претендовал «Милан», но «Челси» не согласился отпустить игрока за столь низкую цену (3 млн евро). Летом 2011 года его контракт был продлен по опции на год. При новом тренере, соотечественнике Андре Виллаше-Боаше, Жозе вновь стал регулярно появляться на поле. Игрок уже изъявил своё желание продлить контракт с клубом. С 2008 года провёл за «Челси» более 100 матчей, в которых забил 3 мяча. В сезоне 2011/12 игрок отказался выступать за сборную своей страны, пока её тренирует Пауло Бенто. 24 мая 2012 на официальном сайте «Челси» было объявлено, что по окончании контракта (30 июня), Бозингва покинет клуб на правах свободного агента.
17 августа 2012 года Бозингва подписал контракт с «Куинз Парк Рейнджерс». Никаких финансовых условий не разглашалось.

## Выступления за сборную
В мае 2004 года в составе молодёжной (до 21 года) сборной Португалии защитник стал бронзовым призёром чемпионата Европы в этой возрастной категории. А чуть позже — в августе — он поехал на Олимпийский турнир в Афины в составе олимпийской сборной Португалии и забил гол в стартовом матче против сборной Ирака. В целом, португальцы на том турнире выступили неудачно, не сумев выйти из группы.
Уверенная игра Бозингвы проложила ему путь в основную сборную — он дебютировал в национальной команде в 2007 года, составив конкуренцию Мигелу, и провёл в отборочном цикле чемпионата Европы 2008 года 5 матчей.

## Достижения
Командные
 Порту
- Чемпион Лиги Сагриш (4): 2003/04, 2005/06, 2006/07, 2007/08
- Обладатель Кубка Португалии: 2005/06
- Победитель Лиги чемпионов УЕФА: 2004
- Обладатель Суперкубка Португалии (3): 2003, 2004, 2006
- Итого: 9 трофеев

 Челси
- Чемпион Премьер-лиги: 2009/10
- Обладатель Кубка Англии (2): 2009, 2012
- Обладатель Суперкубка Англии: 2009
- Победитель Лиги чемпионов УЕФА: 2012
- Итого: 5 трофеев

Личные
- Попал в символическую сборную чемпионата Европы 2008 года по версии ФИФА